# Детектор из особо чистого германия
Детектор ОЧГ (HPGe) — детектор из особо чистого германия.
Применяется в ядерной и радиационной физике для измерения спектра рентгеновских и гамма-квантов. Отличается высоким энергетическим разрешением и высокой эффективностью регистрации. Для работы требуется охлаждение (обычно жидким азотом). Наиболее известные фирмы-производители — CANBERRA, ORTEC и Baltic Scientific Instruments, из российских производителей — ИФТП.

## Описание

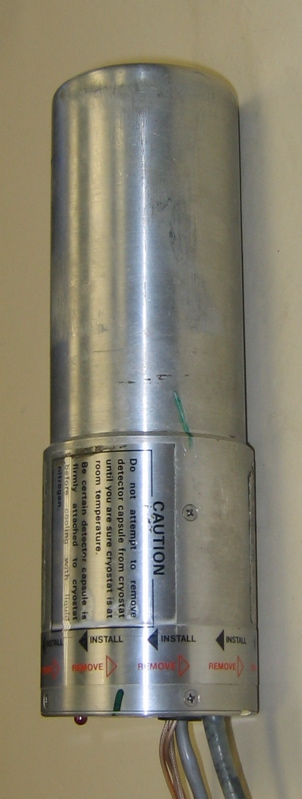
HPGe-детектор

Детектор представляет собой Pin-диод цилиндрической формы из кристалла особо чистого германия, диаметром до 90 мм (и более) и длиной до 85 мм, размещенный в корпусе с теплоотводом (криостатом), опускаемым в сосуд Дьюара. Для питания детектора используется постоянный источник высокого напряжения до 5 кВ. Как правило, требуется плавный подъем напряжения до рабочего уровня в течение нескольких минут. Для гамма-квантов с энергией 122keV (Co-57) энергетическое разрешение составляет около 1 keV, и при энергиях 1,3 MeV разрешение составляет порядка 2 keV. Относительная эффективность регистрации при энергиях около 1 MeV может доходить до 150 % и выше. Специальные типы детектора для регистрации низкоэнергетического (порядка 10keV) спектра имеют небольшую толщину и снабжены входным окном из тонкой бериллиевой фольги или карбоновым окном. При измерениях часто используется цилиндрический свинцовый коллиматор, экранирующий боковую поверхность детектора от внешнего фона. В лабораториях часто используется свинцовая защита, внутри которой располагается детектор и размещается проба.

## Принцип работы
Охлаждение детектора обеспечивает почти полное отсутствие свободных зарядов в основном объёме детектора и соответственно крайне малый темновой ток.
При прохождении гамма-кванта сквозь материал детектора происходит конверсия его энергии на образование свободных зарядов в полупроводнике. Образовавшийся заряд создает импульс тока между электродами, пропорциональный энергии переданной гамма-квантом. При полном поглощении гамма-кванта материалом детектора энергетическое разрешение определяется из статистических соображений, и пропорционально квадратному корню из количества образовавшихся зарядов. Этому процессу на полученном гамма-спектре соответствует пик полного поглощения, и в качестве основной характеристики детектора(разрешения) приводится ширина данного пика на половине его высоты. Кроме пика полного поглощения с выхода детектора могут быть получены импульсы соответствующие частичному поглощению. Для достаточно высоких энергий гамма-кванта возможно рождение электрон-позитронной пары, при этом кинетическая энергия электрона и позитрона также расходуется на создание свободных зарядов, после остановки позитрона происходит его аннигиляция с рождением вторичной пары гамма-квантов и один или оба могут покинуть детектор без взаимодействия, унеся таким образом по 511 keV каждый.

## Области применения
Определение изотопного состава делящихся материалов в методах неразрушающего контроля, определение химического состава активационными методами.